# Roger Parker
Roger Parker (falecido em 1355) foi um Cónego de Windsor de 1353 a 1355

## Carreira
Ele foi nomeado:
- Reitor de North Stoke, Oxfordshire.

Ele foi nomeado para o quarto banco do coro na Capela de São Jorge, Castelo de Windsor em 1353 e ocupou a canonaria até 1355 e foi supervisor desde 1354.
O seu memorial de bronze existe em North Stoke, Oxfordshire.